# Petter Alexander Hellstedt
Petter Alexander Hellstedt  var en svensk instrumentmakare i Stockholm. Han tillverkade stråkinstrument.

## Biografi
Petter Alexander Hellstedt var son till fiolmakaren Petter Hellstedt, Stockholm. Han blev 1760 lärling hos sin far. När han far avled år 1772 tog han över verkstaden. Hellsteds visade den 6 juli 1773 upp en fiol för Kungliga Musikaliska Akademien. Han hade tillverkat den i svenskt trä och försett den med svenska tarmsträngar. Hellstedt han inte tillverkat gripbrädan och skruvarna. Den 14 oktober gav akademien sitt utlåtande över instrumentet. Hellstedt tillverkade 83 fioler år 1774 och hade samma år hade han en lärgosse. Omkring 1776 slutade han med instrumenttillverkningen..

## Instrument
| År   | Instrument                       | Värde (summa) |
| ---- | -------------------------------- | ------------- |
| 1773 | 36 fioler                        | 208           |
| 1774 | 83 fioler och övrig tillverkning | 1001          |
| 1775 | 73 fioler och övrig tillverkning | 533           |
| 1776 | 1 fiol och 1 basfiol             | 357           |